# Sommer-Paralympics 2012/Teilnehmer (Polen)
| stlisierte Goldmedaille | stlisierte Silbermedaille | stlisierte Bronzemedaille |
| ----------------------- | ------------------------- | ------------------------- |
| 14                      | 13                        | 9                         |

Polen war bei den Sommer-Paralympics 2012 in London (29. August bis 9. September) mit 101 Teilnehmern vertreten. Es war die 11. Teilnahme Polens an Paralympischen Spielen. Fahnenträgerin beim Einmarsch der Mannschaft war die Leichtathletin Renata Chilewska.

## Medaillen
(Zwischenstand am 8. September 2012)
| Medaille | Teilnehmer                                                       | Disziplin        | Wettbewerb                    | Datum        |
| -------- | ---------------------------------------------------------------- | ---------------- | ----------------------------- | ------------ |
| Gold     | Katarzyna Piekart                                                | Leichtathletik   | Speerwerfen (F46)             | 1. September |
| Gold     | Karolina Kucharczyk                                              | Leichtathletik   | Weitsprung (F20)              | 3. September |
| Gold     | Barbara Niewiedział                                              | Leichtathletik   | 1500 Meter (T20)              | 5. September |
| Gold     | Ewa Durska                                                       | Leichtathletik   | Kugelstoßen (F20)             | 5. September |
| Gold     | Mateusz Michalski                                                | Leichtathletik   | 200 Meter (T12)               | 8. September |
| Gold     | Maciej Lepiato                                                   | Leichtathletik   | Hochsprung (F46)              | 8. September |
| Gold     | Joanna Mendak                                                    | Schwimmen        | 100 Meter Schmetterling (S12) | 2. September |
| Gold     | Patryk Chojnowski                                                | Tischtennis      | Einzel (Kl. 10)               | 2. September |
| Gold     | Piotr Grudzień Marcin Skrzynecki                                 | Tischtennis      | Mannschaft (Kl. 6–10)         | 7. September |
| Gold     | Natalia Partyka                                                  | Tischtennis      | Einzel (Kl. 10)               | 3. September |
| Gold     | Rafał Wilk                                                       | Radsport         | Zeitfahren (H3)               | 5. September |
| Gold     | Rafał Wilk                                                       | Radsport         | Massenstart (H3)              | 7. September |
| Gold     | Dariusz Pender                                                   | Rollstuhlfechten | Degen (Kat. A)                | 5. September |
| Gold     | Grzegorz Pluta                                                   | Rollstuhlfechten | Säbel (Kat. B)                | 6. September |
| Silber   | Anna Harkowska                                                   | Radsport         | Bahnrad Verfolgung (C5)       | 30. August   |
| Silber   | Anna Harkowska                                                   | Radsport         | Zeitfahren (C5)               | 5. September |
| Silber   | Anna Harkowska                                                   | Radsport         | Massenstart (C4–5)            | 6. September |
| Silber   | Krzysztof Kosikowski Artur Korc (Pilot)                          | Radsport         | Massenstart (B)               | 8. September |
| Silber   | Karol Kozuń                                                      | Leichtathletik   | Kugelstoßen (F54/55/56)       | 1. September |
| Silber   | Alicja Fiodorow                                                  | Leichtathletik   | 200 Meter (T46)               | 1. September |
| Silber   | Janusz Rokicki                                                   | Leichtathletik   | Kugelstoßen (F57/58)          | 4. September |
| Silber   | Mateusz Michalski                                                | Leichtathletik   | 100 Meter (T12)               | 4. September |
| Silber   | Mariusz Sobczak                                                  | Leichtathletik   | Weitsprung (F36)              | 5. September |
| Silber   | Daniel Pek                                                       | Leichtathletik   | 1500 Meter (T20)              | 4. September |
| Silber   | Arleta Meloch                                                    | Leichtathletik   | 1500 Meter (T20)              | 5. September |
| Silber   | Oliwia Jabłońska                                                 | Schwimmen        | 100 Meter Schmetterling (S10) | 1. September |
| Silber   | Patryk Chojnowski Sebastian Powrozniak                           | Tischtennis      | Mannschaft (Kl. 9–10)         | 8. September |
| Bronze   | Łukasz Mamczarz                                                  | Leichtathletik   | Hochsprung (F42)              | 3. September |
| Bronze   | Rafał Korc                                                       | Leichtathletik   | 1500 Meter (T20)              | 4. September |
| Bronze   | Tomasz Rębisz                                                    | Leichtathletik   | Kugelstoßen (F46)             | 6. September |
| Bronze   | Tomasz Blatkiewicz                                               | Leichtathletik   | Diskuswerfen (F37–38)         | 7. September |
| Bronze   | Alicja Fiodorow                                                  | Leichtathletik   | 400 Meter (T46)               | 8. September |
| Bronze   | Milena Olszewska                                                 | Bogenschießen    | Einzel stehend (ST)           | 4. September |
| Bronze   | Paulina Woźniak                                                  | Schwimmen        | 100 Meter Klassisch (SB8)     | 1. September |
| Bronze   | Marta Makowska                                                   | Rollstuhlfechten | Florett (Kat. B)              | 4. September |
| Bronze   | Natalia Partyka Karolina Pęk Alicja Eigner Małgorzata Janikowska | Tischtennis      | Mannschaft (Kl. 6–10)         | 8. September |

| Medaillen nach Disziplin | Medaillen nach Disziplin | Medaillen nach Disziplin | Medaillen nach Disziplin | Medaillen nach Disziplin |
| ------------------------ | ------------------------ | ------------------------ | ------------------------ | ------------------------ |
| Disziplin                |                          |                          |                          |                          |
| Leichtathletik           | 6                        | 7                        | 5                        | 15                       |
| Tischtennis              | 3                        | 1                        | 1                        | 4                        |
| Radsport                 | 2                        | 4                        | 0                        | 6                        |
| Rollstuhlfechten         | 2                        | 0                        | 1                        | 3                        |
| Schwimmen                | 1                        | 1                        | 1                        | 3                        |
| Bogenschießen            | 0                        | 0                        | 1                        | 1                        |
| Summe                    | 14                       | 13                       | 9                        | 36                       |

| Medaillen nach Tagen | Medaillen nach Tagen | Medaillen nach Tagen | Medaillen nach Tagen | Medaillen nach Tagen | Medaillen nach Tagen |
| Tag                  | Datum                |                      |                      |                      |                      |
| -------------------- | -------------------- | -------------------- | -------------------- | -------------------- | -------------------- |
| Tag 0                | 29.                  | —                    | —                    | —                    | —                    |
| Tag 1                | 30.                  | 0                    | 1                    | 0                    | 1                    |
| Tag 2                | 31.                  | 0                    | 0                    | 0                    | 0                    |
| Tag 3                | 1.                   | 1                    | 3                    | 1                    | 5                    |
| Tag 4                | 2.                   | 2                    | 0                    | 0                    | 2                    |
| Tag 5                | 3.                   | 2                    | 0                    | 1                    | 3                    |
| Tag 6                | 4.                   | 0                    | 3                    | 3                    | 6                    |
| Tag 7                | 5.                   | 4                    | 3                    | 0                    | 7                    |
| Tag 8                | 6.                   | 1                    | 1                    | 1                    | 3                    |
| Tag 9                | 7.                   | 2                    | 0                    | 1                    | 3                    |
| Tag 10               | 8.                   | 2                    | 2                    | 2                    | 6                    |